# Kenneth Connor
Kenneth Connor (* 6. Juni 1918 in London; † 28. November 1993 in Harrow, London) war ein britischer Schauspieler.

## Leben
Connor war der Sohn eines britischen Marineoffiziers. Zu Beginn seiner Karriere spielte er – oft gemeinsam mit seinem Bruder  – in verschiedenen Revueaufführungen mit. Er entschied sich für eine professionelle Ausbildung zum Schauspieler und besuchte mehrere Schauspielschulen. Nach sechs Jahren Militärdienst spielte er an verschiedenen Theatern und machte sich nebenbei einen Namen als Komödiant in verschiedenen Hörspielproduktionen.
Dadurch wurde Gerald Thomas, der Regisseur der Carry-On…-Filmreihe, auf ihn aufmerksam. Connor spielte in 17 Filmen der Reihe mit.
Er starb am 28. November 1993 an Krebs.

## Filmografie (Auswahl)
- 1955: Ladykillers (The Ladykillers)
- 1958: Kopf hoch – Brust raus! (Carry On Sergeant)
- 1959: 41 Grad Liebe (Carry On Nurse)
- 1959: Ist ja irre – Lauter liebenswerte Lehrer (Carry On Teacher)
- 1960: Ist ja irre – unser Torpedo kommt zurück (Watch Your Stern)
- 1960: Ist ja irre – Diese strammen Polizisten (Carry On, Constable)
- 1961: Nicht so toll, Süßer (Carry On Regardless)
- 1961: Die Creme, von der man spricht (Dentist on the Job)
- 1961: Leiche auf Urlaub (What a Carve Up!)
- 1962: Ist ja irre – der Schiffskoch ist seekrank (Carry On Cruising)
- 1963: Ist ja irre – diese müden Taxifahrer (Carry On Cabby)
- 1964: Ist ja irre – Cäsar liebt Cleopatra (Carry On Cleo)
- 1969: Kapitän Nemo (Captain Nemo and the Underwater City)
- 1970: Die total verrückte Königin der Amazonen (Carry On Up the Jungle)
- 1971: Heinrichs Bettgeschichten oder Wie der Knoblauch nach England kam (Carry On Henry)
- 1972: Die total verrückte Oberschwester (Carry On Matron)
- 1972: Ein total verrückter Urlaub (Carry On Abroad)
- 1973: Mißwahl auf Englisch (Carry On Girls)
- 1974: Mach’ weiter, Dick! (Carry On Dick)
- 1975: Der total verrückte Mumienschreck (Carry On Behind)
- 1976: Retter der Nation (Carry On England)
- 1978: Mach’ weiter, Emmanuelle (Carry On Emmanuelle)